# Smaïl Mira
 (août 2007).
Si vous disposez d'ouvrages ou d'articles de référence ou si vous connaissez des sites web de qualité traitant du thème abordé ici, merci de compléter l'article en donnant les références utiles à sa vérifiabilité et en les liant à la section « Notes et références ».
Smaïl Mira dit Mouhoub, né en Kabylie, il est maire de la commune de Tazmalt dans wilaya de Béjaïa pendant quelques années. Il a été  député de la wilaya de Béjaïa de 2007 à 2012, membre de la commission de la défense nationale au parlement algérien.
Il a été également maire de la commune de Tazmalt de 1985 à 2002, de 2005 à 2007.

## Biographie
Smaïl Mira est le fils de Abderrahmane Mira, chef de la wilaya III, durant la Guerre d'Algérie.